# 圭亞那犬齒河脂鯉
圭亞那犬齒河脂鯉，為輻鰭魚綱脂鯉目脂鯉亞目脂鯉科的其中一個種，為熱帶淡水魚，分布於南美洲圭亞那沿岸淡水流域，體長可達16公分，棲息在岩石底質、水流快速的溪流，生活習性不明。